# Denning (cratère martien)
Pour les articles homonymes, voir Denning.

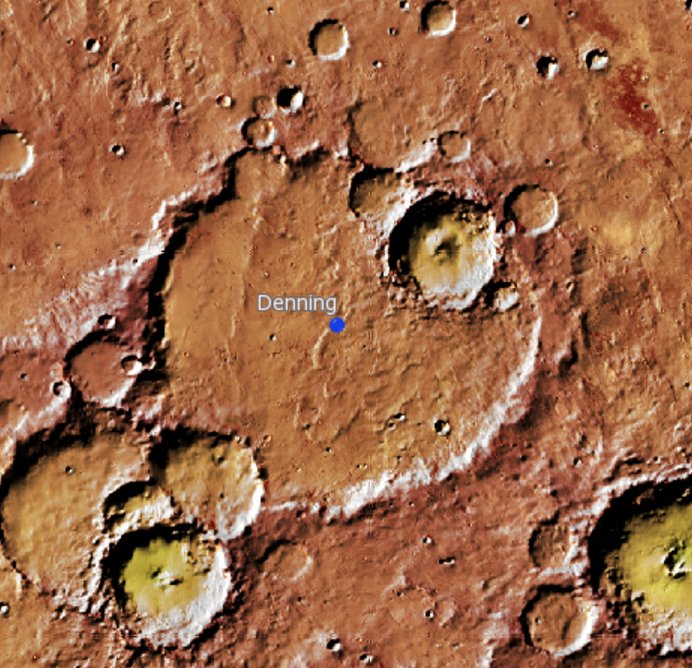
le cratère Denning en 2016.

Denning est un cratère d'impact de 165 km situé sur Mars dans le quadrangle de Sinus Sabaeus par 17,5°S et 33,4° E, dans la région de Terra Sabaea.